# Introduxit vos

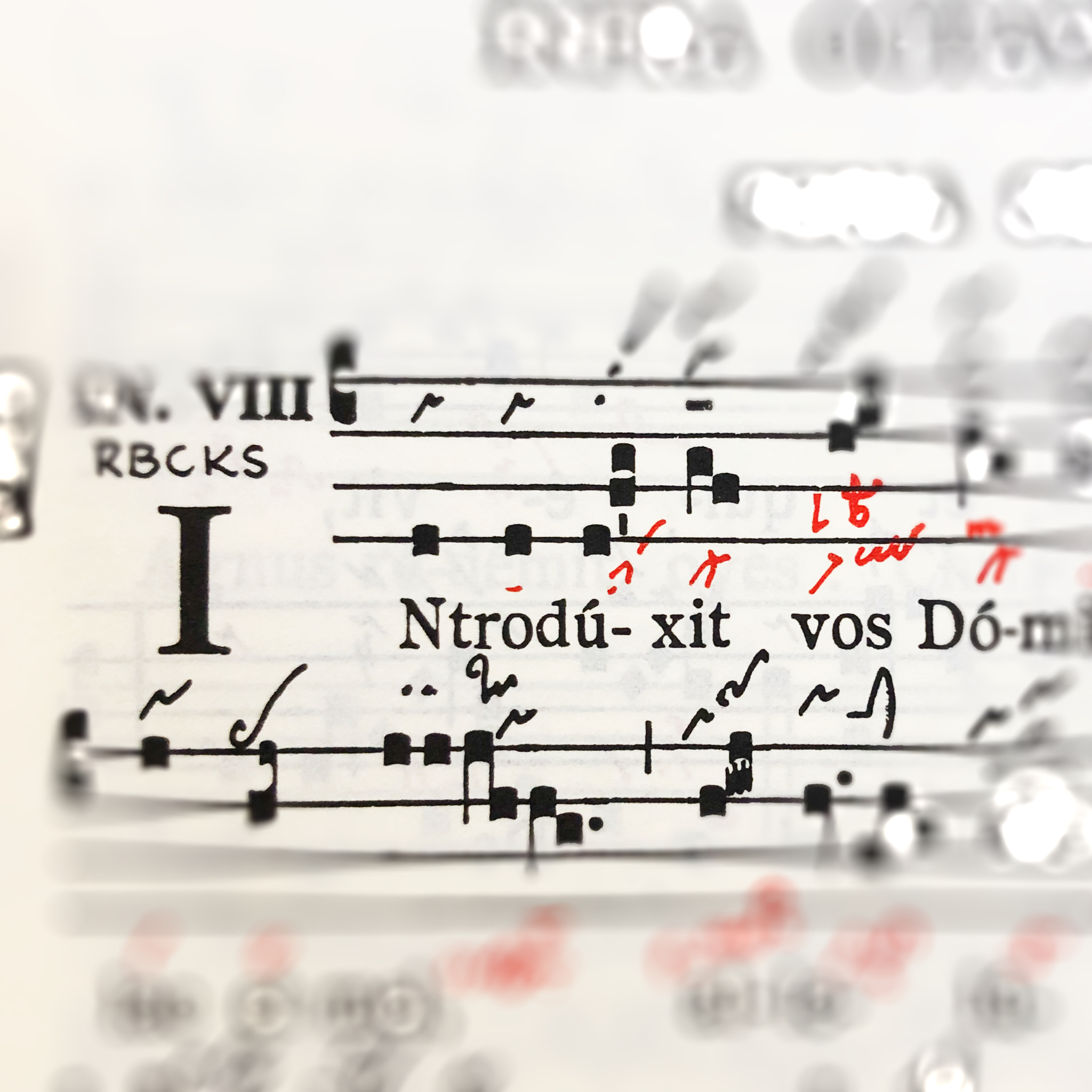
Introduxit vos incipit

Introduxit vos è un introito pasquale che appartiene alla liturgia del lunedì dell'Ottava di Pasqua.

## Testo
fluentem lac et mel,

alleluia,

et ut lex Domini semper sit in ore vestro (Exodus 13, 5-9),

alleluia, alleluia.
Confitemini Domino et invocate nomen eius: ,

annuntiate inter gentes opera eius. (Ps. 104,1)
Gloria Patri ...»
dove scorrono latte e miele,

alleluia

affinché la legge del Signore sia sempre sulla vostra bocca (Es 13, 5-9)

alleluia, alleluia.
Lodate il Signore e invocate il suo nome,

proclamate tra i popoli le sue opere. (Sal 104,1).
Gloria al Padre ...»

### Altri versetti possibili
- Cantate ei et psallite ei: narrate omnia mirabilia eius (Ps 104,2)[2].
- In mente habete diem istum in quo existis de terra Aegypti.[3].
- Laudate dominum omnes gentes laudate eum omnes populi.[4]
- Confitemini domino quoniam bonus quoniam in saeculum misericordia ejus.[5]

## Analisi

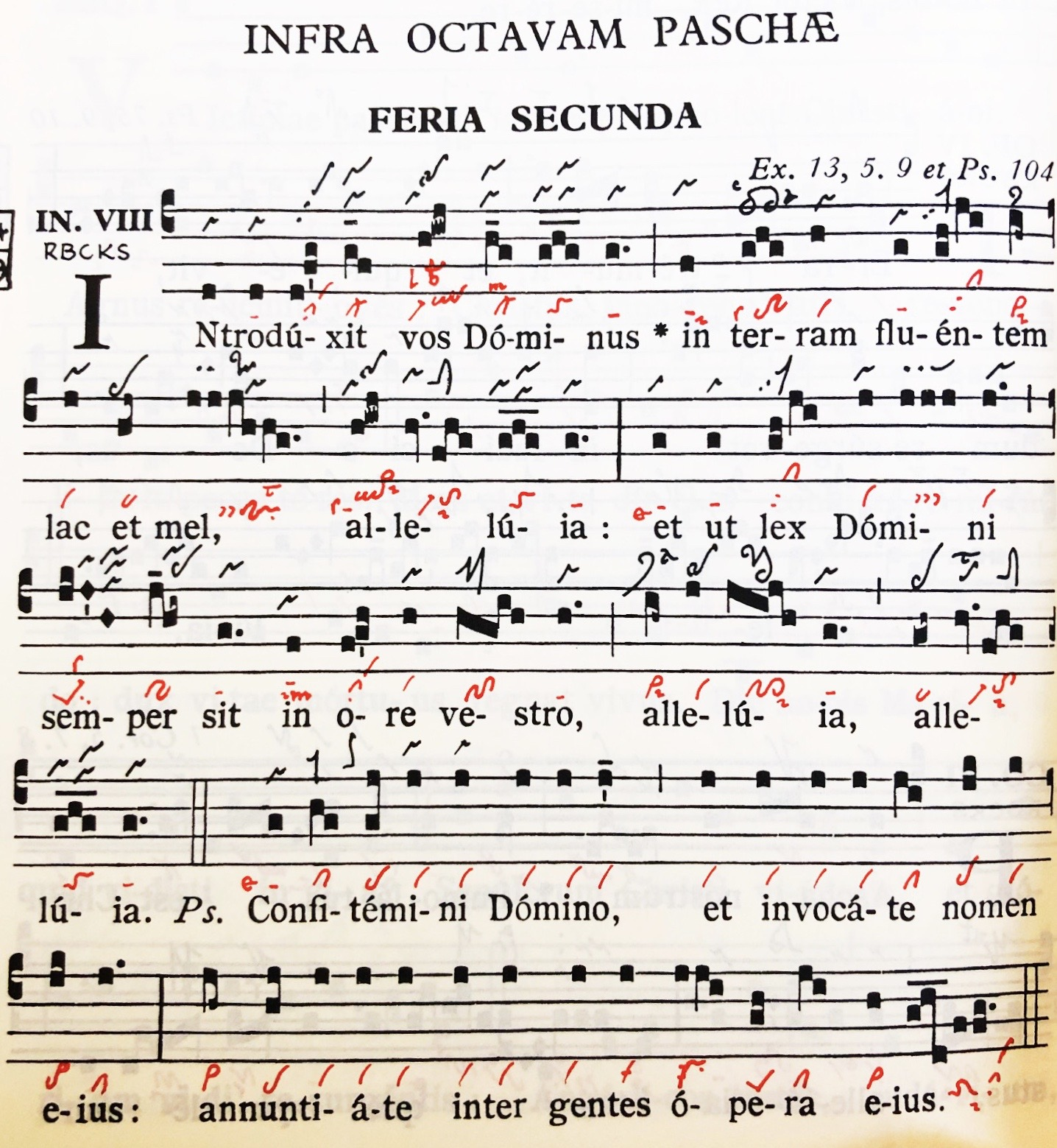
Introduxit vos

L'introito del lunedì dell'Angelo presenta un testo di derivazione biblica con alcune variazioni. Si tratta di Esodo 13,5-9 e Salmi 104,1 dai quali è stata fatta, prima di tutto, una selezione testuale. Delle circa 100 parole presenti nella pericope della Vulgata considerata, l'anonimo autore decide di usarne una trentina apportando pure delle variazioni. A livello grammaticale si nota: introduxit vos invece di introduxerit te (la terza persona singolare del futuro anteriore con l’oggetto espresso dal pronome personale singolare diventa una terza persona singolare del perfetto con un pronome al plurale), lac et mel invece di lacte et melle (i due ablativi che esprimono l’abbondanza diventano due accusativi), ore vestro invece di ore tuo (il pronome singolare cambia al plurale). A livello morfologico: annuntiate invece di adnuntiate.
Per una breve analisi musicale, è opportuno il riferimento all’Introito in esame come lo si trova nell'edizione magis critica effettuata dal Graduale Novum .
Il brano è in stile semi-ornato anche se gli inizi delle due kommata che lo compongono sono sillabici e troviamo un neuma esasonico su mel. Altre fioriture, sempre limitate a neumici disonici o trisonici, sono riscontrabili negli accento-parola. La melodia inizia quasi cantillando le prime tre sillabe della prima parola, sino ad una clivis episemata che evidenza subito la finale del verbo introduxit e così pure il pronome vos con la virga episemata (la littera significativa del mediocriter suggerisce lì un carattere di corsività parziale) suppone una certa sottolineatura. Anche Dominus, con l’accento-parola con una clivis episemata, vuole porre lì un'attenzione. La melodia scorre corsiva e in moto quasi ante litteram “madrigalistico” dipinge la parola fluentem con una notazione decisamente scorrevole. Lac et mel sono dilatati e troviamo pure un neuma polisonico con l’indicazione del tenet sul pressus minor (elemento mai isolato ma sempre in composizione) che termina questo neuma. Dopo l’alleluia sobriamente ornato, come già detto, l’incipit del secondo komma è sillabico e prosegue corsivamente sino alla parola semper dove un pes quadrus episemato contrastante con il subbipunctis che lo segue, frena il ritmo e pone risalto su quel punto del testo. La melodia prosegue in modo corsivus sino al terzo alleluia che, eccetto il neuma corrispondente alla prima sillaba, è identico al primo (la conclusio dei due alleluia rappresenta anche una formula cadenzale tipica del modo VIII).
Troviamo l’apice melodico di questo introito in corrispondenza di semper: è l’unica volta che si canta un re acuto. Altro unicum nella composizione sono i re gravi dell’incipit. Tolti questi due estremi, la melodia rimane sempre compresa tra il fa e il do.
Circa al ruolo specifico dei gradi in relazione alla modalità, posso dire che l’incipit del brano su quel Re (grado che non gode di una specifica importanza in questo modo) viene ad assumere un valore significativo: può essere considerato, a mio parere, una citazione dell’introito della Missa in die di Pasqua (questo appartenente però al modo IV). Cantano entrambi su due re gravi e il primo intervallo a presentarsi e tornare nella parola è una terza minore. Mentre Resurrexi (IV modo) sembra non voler salire melodicamente , Introduxit raggiunge presto, anche se con note corsive ornamentali, la settima da eseguirsi senza calare come invitano le litterae aggiuntive (levare bene). Il salto ampio non è immediato, ma preparato ben soffermandosi sulla terza minore prima (clivis episemata di introduxit) e poi sulla quinta giusta (virga episemata di vos). A livello percettivo risalta così quasi un “arpeggio” re-fa-la. La melodia si posa poi sul sol, grado modale strutturale e così continuerà a fare nelle formule cadenzali diventando, al termine dell'antifona, la finalis che classifica il modo. Il grado strutturale principale, il do, oltre ad essere raggiunto alcune volte in modo corsivo come nota di passaggio o volta, vede la corrispondenza delle parole lac (tractulus), mel (distropha), Domini (virga, tristropha, virga) e semper (inizio del pes quadratus episemato). Questo do sarà poi, logicamente, la corda di recitazione del seguente tono VIII per la salmodia.

## Fonti

### La testimonianza di un commentario medievale
Può essere interessante leggere quanto Guglielmo di Auxerre scrive commentando la celebrazione della prima Feria dopo la Pasqua:

### Libri per la liturgia attuale
Graduale Triplex, Moines de Solesmes, 1979 p. 200
Graduale Novum de Dominicis et Festis, GÖSCHL, Johannes Berchmans, et alii, 2011 p. 170
Graduale restitutum - gregor-und-taube.de, Anton STINGL, jun.

### Fonti medievali
- Bamberg, Staatsbibliothek lit. 6 f. 41 Bavaricon p. 86
- Bamberg, Staatsbibliothek lit.7 f. 39v Incipit noté Bavaricon p. 81
- Benevento, Biblioteca Capitolare 33 f.  83
- Benevento, Biblioteca Capitolare 34 f.  129
- Bruxelles, bibliothèque royale 10127-44 - Mont-Blandin AMS 81a
- Chartres, Bibliothèque municipale 47 - Graduel f. 32v
- Cambrai, Bibliothèque municipale 0075 (0076) - St-Vaast d’Arras f. 86r
- Cologny (Genève), Bibliotheca Bodmeriana C 74 - St. Cecilia in Trast. f. 81v
- Einsiedeln, Stiftbibliothek 121 f. 209
- Graz, Universitätsbibliothek 807 f.  104
- Laon, Bibliothèque municipale 239 f. 109 Facsimilé p. 104
- Montpellier, Bibliothèque de l’Ecole de Médecine H 159 f. 49v 4.(p) ; autre numérotation: 88
- Paris, Bibliothèque nationale de France 776 - Albi f. 72v
- Paris, Bibliothèque nationale de France lat. 903 - Saint-Yrieix f. 154
- Paris, Bibliothèque nationale de France lat 9434 - St-Martin de Tours f. 122r
- Paris, Bibliothèque nationale de France lat. 12050 - Ant. Corbie AMS 81a
- Paris, Bibliothèque nationale de France lat. 17436 - Compiègne AMS 81a
- Paris, Bibliothèque nationale de France lat 18010 - Gr. Corbie f. 25r
- Paris, Bibliothèque Sainte-Geneviève 111 - Senlis AMS 81a
- Sankt-Gallen, Stiftsbibliothek 339 f. 108 Facsimilé p. 77
- Sankt-Gallen, Stiftsbibliothek 376 p. 201
- Zürich, Zentralbibliothek Rh. 30 - Gr. Rheinau AMS 81a.